# C.M.T. Cold (udenrigsminister)
 Der er flere personer med dette navn, se C.M.T. Cold (generalprokurør).
Christian Magdalus Thestrup Cold (10. juni 1863 på Frederiksberg – 7. december 1934 i København) var en dansk politiker og skibsreder. Han var uddannet søofficer og i en periode guvernør for De Dansk-vestindiske Øer. Han var herefter fra 1908 til 1921 administrerende direktør for DFDS.
I 1921 blev Cold udenrigsminister i Ministeriet Neergaard III. Han blev under sin ministertid udsat for beskyldninger om, at han under 1. verdenskrig uretmæssigt havde udnyttet sin stilling som direktør i DFDS ved for egen vindings skyld at have spekuleret i selskabets aktier. Cold forlod politik i 1924 samtidig med ministeriets afgang.
Formand for Danmarks Dampskibsrederiforening 1910 til 1921, æresmedlem 1921. Fra 1916 til 1921 også formand for Fragtnævnet. Formand for Dansk Røde Kors fra 1921 til 1932.
Han blev Ridder af Dannebrog 1902, Dannebrogsmand 1906, Kommandør af 2. grad 1908, af 1. grad 1916, fik Fortjenstmedaljen i guld 1922 og Storkorset 1926.
Begravet på Gentofte Kirkegård. Maleri af Knud Larsen 1916.
| Efterfulgte: Frederik Nordlien | Guvernør over Dansk Vestindien 27. april 1905 - 21. februar 1908 | Efterfulgtes af: Peter Carl Limpricht |
| Efterfulgte: Harald Scavenius  | Udenrigsminister 9. oktober 1921 - 14. december 1924             | Efterfulgtes af: Carl Moltke          |